# États-Unis aux Jeux olympiques d'hiver de 1924
Les États-Unis participe aux Jeux olympiques d'hiver de 1924 à Chamonix en France du 24 janvier au 5 février 1924.
Au cours de la cérémonie d'ouverture, Taffy Abel, membre de l'équipe de Hockey sur glace, est le porte-drapeau de la délégation.
L'équipe olympique des États-Unis remporte quatre médailles, lors de ces premiers Jeux olympiques d'hiver de 1924 à Chamonix, se situant à la 5e place des nations au tableau des médailles.

## Liste des médaillés américains
| Sport                   | Discipline        | Athlète(s) | Performance   | Date            |
| Médailles d'or : 1      |                   | |               |                 |
| Patinage de vitesse     | 500 m Hommes      | Charles Jewtraw | 44 s 0        | 26 janvier 1924 |
| Médailles d'argent : 2  |                   | |               |                 |
| Hockey sur glace        | Tournoi masculin  | Taffy Abel Herbert Drury N. Geran Alphonse Lacroix John Langley John Lyons Justin McCarthy Willard Rice Irving Small Frank Synott |               |                 |
| Patinage artistique     | Individuel femmes | Beatrix Loughran | 279.85 points |                 |
| Médailles de bronze : 1 |                   | |               |                 |
| Saut à ski              | Individuel        | Anders Haugen | 17.917 points |                 |

## Résultats

### Combiné nordique
| Athlètes       | Ski de fond (18 km) | Ski de fond (18 km) | Ski de fond (18 km) | Saut à ski | Saut à ski | Saut à ski | Saut à ski | Total  | Total |
| Athlètes       | Temps               | Note                | Rang                | Saut 1     | Saut 2     | Note       | Rang       | Note   | Rang  |
| -------------- | ------------------- | ------------------- | ------------------- | ---------- | ---------- | ---------- | ---------- | ------ | ----- |
| Sigurd Overby  | 1 h 34 min 56 s     | 9,875               | 12e                 | 40 m       | 39,50 m    | 14,562     | 12e        | 12,219 | 11e   |
| Anders Haugen  | 1 h 55 min 4 s      | 0                   | 25e                 | chute      | 46 m       | 11,500     | 21e        | 5,750  | 21e   |
| John Carleton  | 1 h 45 min 49 s     | 4,375               | 23e                 | chute      | chute      | 5,833      | 24e        | 5,104  | 22e   |
| Ragnar Omtvedt | 2 h 5 min 3 s       | 0                   | 25e                 | chute      | chute      | 0          | 25e        | 0      | 23e   |

### Hockey sur glace[2]
Neuf nations s'inscrivent pour le tournoi de hockey sur glace. Cependant, suivant le retrait de l'Autriche, seul huit y prennent part, celles-ci étant réparties en deux groupes de quatre pour le premier tour dont les deux premiers se qualifient pour la Poule finale.

#### Tour préliminaire
| 28 janvier | États-Unis | 19-0 (9-0, 6-0, 4-0) | Belgique | Stade olympique |

| 30 janvier | France | 0-22 (0-12, 0-1, 0-9) | États-Unis | Stade olympique |

| 31 janvier | États-Unis | 11-0 (6-0, 2-0, 3-0) | Grande-Bretagne | Stade olympique |

| Clt   | Équipe          | PJ | V | D | N | BP | BC | Pts |
| ----- | --------------- | -- | - | - | - | -- | -- | --- |
| +001, | États-Unis      | 3  | 3 | 0 | 0 | 52 | 0  | 6   |
| +002, | Grande-Bretagne | 3  | 2 | 1 | 0 | 34 | 16 | 4   |
| +003, | France          | 3  | 1 | 2 | 0 | 9  | 42 | 2   |
| +004, | Belgique        | 3  | 0 | 3 | 0 | 8  | 45 | 0   |

- Qualifiés pour la Poule finale

#### Groupe final
| 1 février | États-Unis | 20-0 (5-0, 7-0, 9-0) | Suède | Stade olympique |

| 3 février | Canada | 6-1 (2-1, 3-0, 1-0) | États-Unis | Stade olympique |

| Rang | Équipes         | J | V | N | D | Buts | Dif | Pts |
| ---- | --------------- | - | - | - | - | ---- | --- | --- |
| 1    | Canada          | 3 | 3 | 0 | 0 | 47:3 | +44 | 6   |
| 2    | États-Unis      | 3 | 2 | 0 | 1 | 32:6 | +26 | 4   |
| 3    | Grande-Bretagne | 3 | 1 | 0 | 2 | 6:33 | -27 | 2   |
| 4    | Suède           | 3 | 0 | 0 | 3 | 3:46 | -43 | 0   |

### Patinage artistique

#### Individuels messieurs
| Athlètes        | Nature des figures | Juge 1 | Juge 1 | Juge 2 | Juge 2 | Juge 3 | Juge 3 | Juge 4 | Juge 4 | Juge 5 | Juge 5 | Juge 6 | Juge 6 | Juge 7 | Juge 7 | Total   | Total | Total |
| Athlètes        | Nature des figures | Notes  | Place  | Notes  | Place  | Notes  | Place  | Notes  | Place  | Notes  | Place  | Notes  | Place  | Notes  | Place  | Moyenne | Somme | Rang  |
| --------------- | ------------------ | ------ | ------ | ------ | ------ | ------ | ------ | ------ | ------ | ------ | ------ | ------ | ------ | ------ | ------ | ------- | ----- | ----- |
| Nathaniel Niles | Imposés            | 157    | 7e     | 170,25 | 6e     | 220,50 | 9e     | 193,75 | 5e     | 177,25 | 7e     | 196,75 | 6e     | 185    | 6e     | 274,47  | 46    | 6e    |
| Nathaniel Niles | Libres             | 84,50  | 7e     | 71,50  | 6e     | 65     | 9e     | 113,75 | 5e     | 84,50  | 7e     | 100,75 | 6e     | 100,75 | 6e     | 274,47  | 46    | 6e    |
| Nathaniel Niles | Total              | 241,50 | 7e     | 241,75 | 6e     | 285,50 | 9e     | 307,50 | 5e     | 261,75 | 7e     | 297,50 | 6e     | 285,75 | 6e     | 274,47  | 46    | 6e    |

#### Individuels dames
| Athlètes          | Nature des figures | Juge 1 | Juge 1 | Juge 2 | Juge 2 | Juge 3 | Juge 3 | Juge 4 | Juge 4 | Juge 5 | Juge 5 | Juge 6 | Juge 6 | Juge 7 | Juge 7 | Total   | Total | Total  |
| Athlètes          | Nature des figures | Notes  | Place  | Notes  | Place  | Notes  | Place  | Notes  | Place  | Notes  | Place  | Notes  | Place  | Notes  | Place  | Moyenne | Somme | Rang   |
| ----------------- | ------------------ | ------ | ------ | ------ | ------ | ------ | ------ | ------ | ------ | ------ | ------ | ------ | ------ | ------ | ------ | ------- | ----- | ------ |
| Beatrix Loughran  | Imposés            | 181,5  | 2e     | 199,5  | 2e     | 181,5  | 2e     | 176,75 | 2e     | 154,50 | 2e     | 162,75 | 2e     | 167,75 | 2e     | 279,95  | 14    | Argent |
| Beatrix Loughran  | Libres             | 105    | 2e     | 120    | 2e     | 99     | 2e     | 108    | 2e     | 90     | 2e     | 111    | 2e     | 102    | 2e     | 279,95  | 14    | Argent |
| Beatrix Loughran  | Total              | 286,25 | 2e     | 319,50 | 2e     | 280,50 | 2e     | 284,50 | 2e     | 244,50 | 2e     | 273,75 | 2e     | 269,75 | 2e     | 279,95  | 14    | Argent |
| Theresa Blanchard | Imposés            | 155,50 | 3e     | 177,50 | 4e     | 135    | 4e     | 162    | 3e     | 120    | 5e     | 139,50 | 5e     | 139,25 | 3e     | 249,53  | 27    | 4e     |
| Theresa Blanchard | Libres             | 108    | 3e     | 117    | 4e     | 99     | 4e     | 102    | 3e     | 87     | 5e     | 99     | 5e     | 105    | 3e     | 249,53  | 27    | 4e     |
| Theresa Blanchard | Total              | 263,50 | 3e     | 294,50 | 4e     | 234    | 4e     | 265    | 3e     | 207    | 5e     | 238,50 | 5e     | 244,25 | 3e     | 249,53  | 27    | 4e     |

#### Couples
| Athlètes                          | Nature des figures | Juge 1 | Juge 1 | Juge 2 | Juge 2 | Juge 3 | Juge 3 | Juge 4 | Juge 4 | Juge 5 | Juge 5 | Juge 6 | Juge 6 | Juge 7 | Juge 7 | Total   | Total | Total |
| Athlètes                          | Nature des figures | Notes  | Place  | Notes  | Place  | Notes  | Place  | Notes  | Place  | Notes  | Place  | Notes  | Place  | Notes  | Place  | Moyenne | Somme | Rang  |
| --------------------------------- | ------------------ | ------ | ------ | ------ | ------ | ------ | ------ | ------ | ------ | ------ | ------ | ------ | ------ | ------ | ------ | ------- | ----- | ----- |
| Theresa Blanchard Nathaniel Niles | Composition        | 5      | 5e     | 4      | 5e     | 4,50   | 5e     | 4,50   | 6e     | 4,50   | 5e     | 4,25   | 5e     | 4,50   | 7e     | 9,07    | 39    | 6e    |
| Theresa Blanchard Nathaniel Niles | Exécution          | 4,75   | 5e     | 4,50   | 5e     | 4,75   | 5e     | 4,75   | 6e     | 4,75   | 5e     | 4,75   | 5e     | 4      | 7e     | 9,07    | 39    | 6e    |
| Theresa Blanchard Nathaniel Niles | Total              | 9,75   | 5e     | 8,50   | 5e     | 9,25   | 5e     | 9,25   | 6e     | 9,25   | 5e     | 9      | 5e     | 8,50   | 7e     | 9,07    | 39    | 6e    |

### Patinage de vitesse

#### 500m
| Épreuve | Athlète         | Course | Course |
| Épreuve | Athlète         | Temps  | Rang   |
| ------- | --------------- | ------ | ------ |
| 500 m   | Charles Jewtraw | 44 s 0 | Or     |
| 500 m   | Joe Moore       | 45 s 6 | 8e     |
| 500 m   | Harry Kaskey    | 47 s 0 | 12e    |
| 500 m   | Bill Steinmetz  | 47 s 8 | 14e    |

#### 1 500m
| Épreuve | Athlète         | Course       | Course |
| Épreuve | Athlète         | Temps        | Rang   |
| ------- | --------------- | ------------ | ------ |
| 1500 m  | Harry Kaskey    | 2 min 29 s 8 | 7e     |
| 1500 m  | Charles Jewtraw | 2 min 31 s 6 | 8e     |
| 1500 m  | Joe Moore       | 2 min 31 s 6 | 8e     |
| 1500 m  | Bill Steinmetz  | 2 min 36 s 0 | 12e    |

#### 5 000m
| Épreuve | Athlète          | Course       | Course |
| Épreuve | Athlète          | Temps        | Rang   |
| ------- | ---------------- | ------------ | ------ |
| 5000 m  | Valentine Bialas | 8 min 55 s 0 | 6e     |
| 5000 m  | Richard Donovan  | 9 min 5 s 6  | 8e     |
| 5000 m  | Charles Jewtraw  | 9 min 27 s 0 | 13e    |
| 5000 m  | Bill Steinmetz   | 9 min 35 s 0 | 14e    |

#### 10 000m
| Épreuve  | Athlète          | Course        | Course |
| Épreuve  | Athlète          | Temps         | Rang   |
| -------- | ---------------- | ------------- | ------ |
| 10,000 m | Valentine Bialas | 18 min 34 s 0 | 8e     |
| 10,000 m | Richard Donovan  | 18 min 57 s 0 | 9e     |
| 10,000 m | Joe Moore        | 19 min 36 s 2 | 12e    |
| 10,000 m | Harry Kaskey     | 19 min 45 s 2 | 13e    |

### Saut à ski
| Athlètes       | Saut 1   | Saut 1 | Saut 1 | Saut 1 | Saut 2   | Saut 2 | Saut 2 | Saut 2 | Résultat final | Résultat final |
| Athlètes       | Longueur | Juge 1 | Juge 2 | Juge 3 | Longueur | Juge 1 | Juge 2 | Juge 3 | Note moyenne   | Rang           |
| -------------- | -------- | ------ | ------ | ------ | -------- | ------ | ------ | ------ | -------------- | -------------- |
| Anders Haugen  | 49 m     | 18,25  | 18,25  | 18,50  | 50 m     | 17     | 17,50  | 18     | 17,91          | Bronze         |
| Lemoine Batson | 43,50 m  | 16,125 | 15,875 | 16,625 | 42,50 m  | 16,125 | 16,125 | 16,325 | 16,20          | 14e            |
| Harry Lien     | 40 m     | 15,25  | 15,50  | 15,25  | 41,50 m  | 14,25  | 13,875 | 15,38  | 14,91          | 16e            |

### Ski de fond

#### 18km
| Athlètes       | Temps           | Rang |
| -------------- | --------------- | ---- |
| Sigurd Overby  | 1 h 34 min 56 s | 19e  |
| John Carleton  | 1 h 45 min 49 s | 30e  |
| Anders Haugen  | 1 h 55 min 4 s  | 33e  |
| Ragnar Omtvedt | 2 h 5 min 3 s   | 35e  |